# Nová Ves (Ústí nad Labem)
Nová Ves (německy Neudörfel) je vesnice, část města Ústí nad Labem, konkrétně jeho obvodu Ústí nad Labem-Střekov. Evidována je jako základní sídelní jednotka, katastrální území a ulice. Nachází se jihovýchodně od centra města na stejnojmenném katastrálním území Nová Ves o rozloze 4,68 km². Součástí katastrálního území je i osada Sedlo. Rozkládá se mezi vrchy Přední a Zadní hůrka a dvěma dalšími nepojmenovanými vrcholy ve vyvýšené části města. Jedná se o okrajovou a samostatně stojící část města se zástavbou vesnického charakteru.

## Název
| „                                                                                     | Obcí s názvy Nová Ves je v naší zemi mnoho. To když zakladatelé neměli čas nebo inspiraci k pojmenování nové osady, byla to nějaký čas „nová ves“. Buď se název udržel, nebo se časem změnil. | “ |
| — Helena Borská ve své knize Poznámky k historii města Ústí nad Labem a okolí, s. 146 | |   |

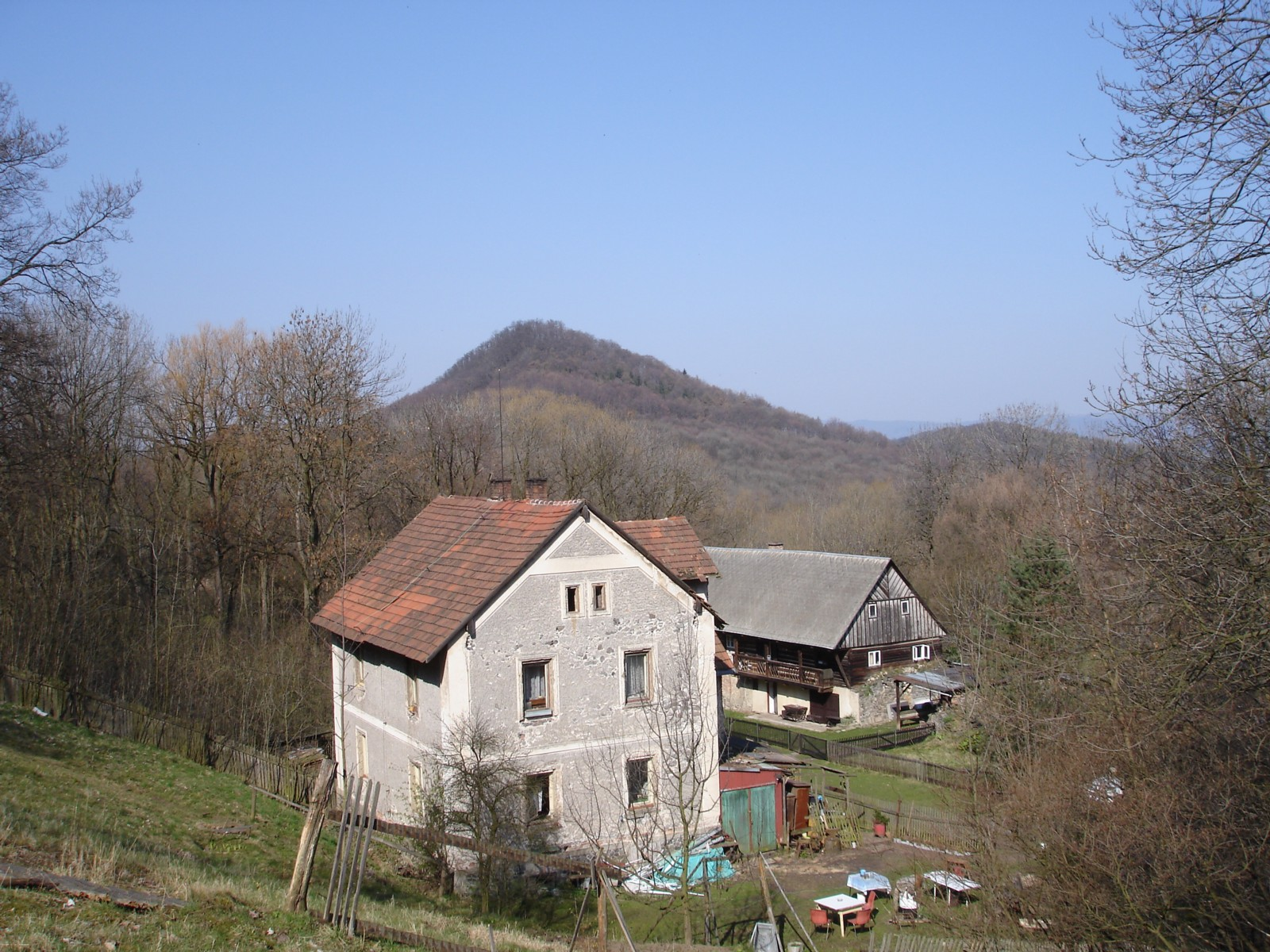
Pohled na Vysoký Ostrý přes osadu Sedlo

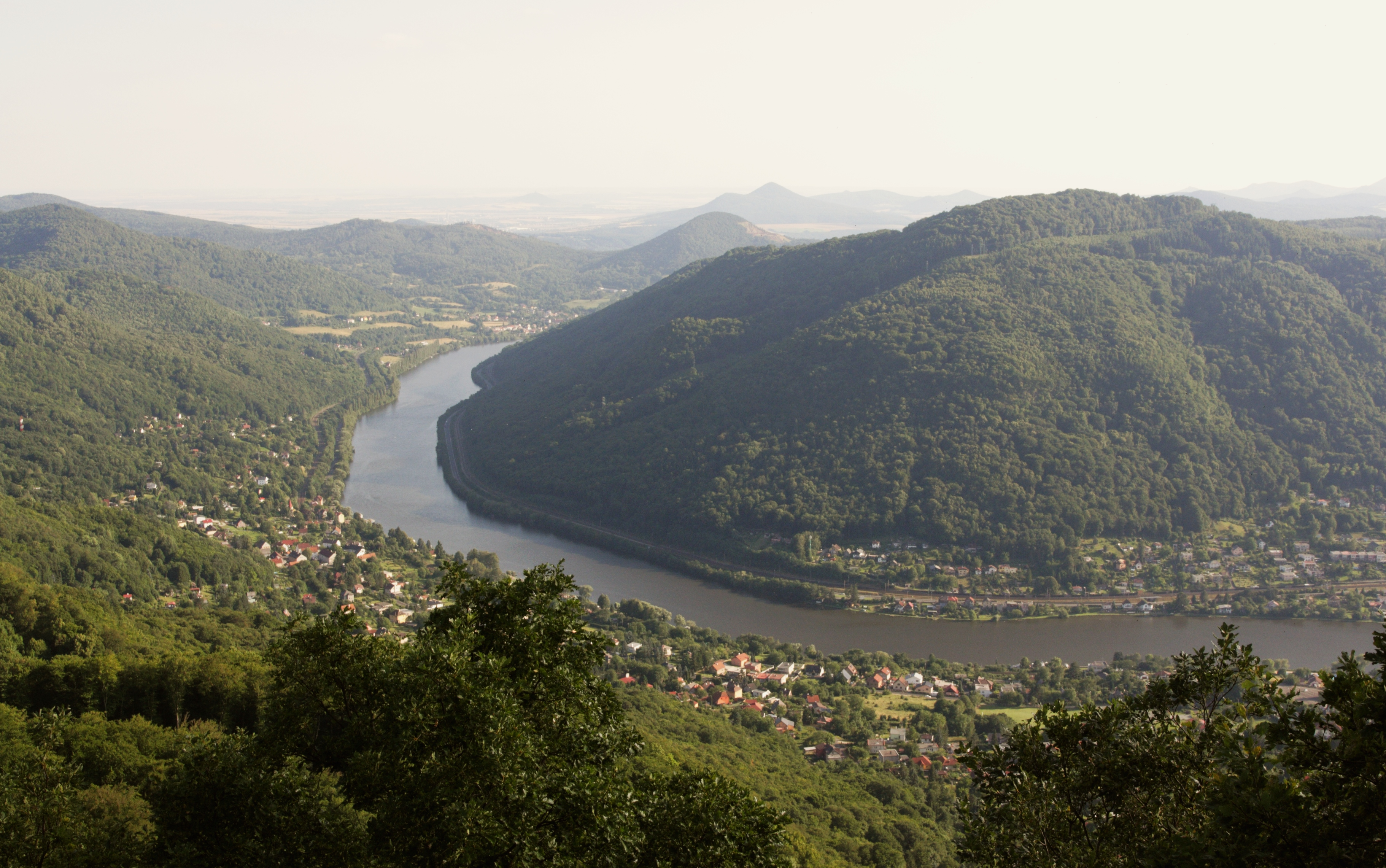
Výhled z Vysokého Ostrého na Portu Bohemicu

Osada byla založená jako zázemí hradu Střekova a pojmenování vzniklo pro potřebu odlišení od původní, staré, střekovské vsi. Na rozdíl od jiných v okolí, jako například Nová Ves u Pláně, nebyla opatřena přídomkem.

## Historie
Nová Ves byla založena začátkem 14. století pro potřeby blízkého hradu Střekov. Její původní zástavba měla liniový charakter. V roce 1383 je zmíněna jako odúmrť po Václavovi z Vartenberka, přesněji jako součást střekovského panství, ke kterému patřila až do 19. století. Další zaznamenaná událost se stala v roce 1603, kdy nechal tehdejší majitel střekovského panství Vilém z Lobkovicz shromáždit obyvatele na návsi pod dosud stojící lípou a s pomocí přítomného jezuity je obracel na katolickou víru. O téměř půl století později v roce 1654 je zmiňována existence jedenácti obydlených a jedné pusté chalupy. V roce 1787 jsou zmiňovány dva domy v Průčelské rokli a osada Sedlo jako součást Nové Vsi. Roku 1806 byla vystavěna místní Kaple Nejsvětější Trojice. Až do vysidlování po druhé světové válce ves obývalo německé obyvatelstvo živící se převážně sadařstvím a pastvinářstvím. Pozdější dosídlení nebylo úplné a řada objektů se zachovala především díky rozmachu chalupářství v druhé polovině 20. století. V roce 1976 byla obec připojena k Ústí nad Labem. 

## Přírodní poměry
Obec se rozkládá v údolí mezi několika vrchy Verneřické části Českého Středohoří, které má vulkanický třetihorní původ. Zároveň je součástí stejnojmenné chráněné krajinné oblasti. Chráněná je také místní návesní Lípa malolistá stará přes 400 let. Na novoveském katastrálním území se v okolí Sedla nachází kromě jiného vrcholy Malý Ostrý (571 metrů), Vysoký Ostrý (587 metrů) a nejvyšší Široký Vrch (659 metrů). Díky své nadmořské výšce a okolním vrchům se zde nachází množství vyhlídkových míst s pohledy na město a Portu Bohemicu. Turisticky významný je zmíněný vrch Vysoký Ostrý s naučnou stezkou a vyhlídka na Brnou s paraglidingovým startovištěm.
Pramení zde podle obce pojmenovaný Novoveský potok a dále pak Kojetický a Průčelský potok, na kterém se v katastrálním území vsi nachází vodopády. Ve všech případech se jedná o pravostranné ústecké přítoky Labe.

## Obyvatelstvo
| Rok            | 1869 | 1880 | 1890 | 1900 | 1910 | 1921 | 1930 | 1950 | 1961 | 1970 | 1980 | 1991 | 2001 | 2011 |
| -------------- | ---- | ---- | ---- | ---- | ---- | ---- | ---- | ---- | ---- | ---- | ---- | ---- | ---- | ---- |
| Počet obyvatel | 142  | 158  | 162  | 183  | 220  | 215  | 196  | 126  | 131  | 102  | 102  | 88   | 112  | 136  |
| Počet domů     | 27   | 29   | 29   | 30   | 33   | 33   | 35   | 31   | 25   | 25   | 31   | 25   | 32   | 41   |

| Rok            | 1869 | 1880 | 1890 | 1900 | 1910 | 1921 | 1930 | 1950 | 1961 | 1970 | 1980 | 1991 | 2001 | 2011 |
| -------------- | ---- | ---- | ---- | ---- | ---- | ---- | ---- | ---- | ---- | ---- | ---- | ---- | ---- | ---- |
| Počet obyvatel | 114  | 128  | 135  | 142  | 178  | 167  | 157  | 119  | 113  | 90   | 102  | 88   | 112  | 136  |
| Počet domů     | 23   | 25   | 25   | 26   | 28   | 28   | 29   | 28   | 25   | 23   | 31   | 25   | 32   | 41   |

## Doprava
Do vesnice vedou celkem tři cesty. První vede přímo ze Střekova z ulice podle vsi pojmenované jako Novoveská. Další vede z části Kojetice, přičemž tuto cestu využívá autobusová linka 9 dopravního podniku města Ústí nad Labem, která Novou Ves v roce 2020 obsluhovala. Poslední cesta propojuje samotnou Novou Ves s osadou Sedlo a dále Malečovem.

## Pamětihodnosti
- Kaple Nejsvětější Trojice na návsi je zděná klasicistní stavbu z roku 1806 s bobrovkovou střechou a zvonicí.[9] Po druhé světové válce byla ke kapli přistavěna garáž, zbouraná při rekonstrukci kaple mezi v letech 1996–1997.[3]
- Domy čp. 13 a čp. 18 jsou částečně roubené obdélníkové domy se sedlovou střechou a bedněnými štíty z 18. století.[10][11]

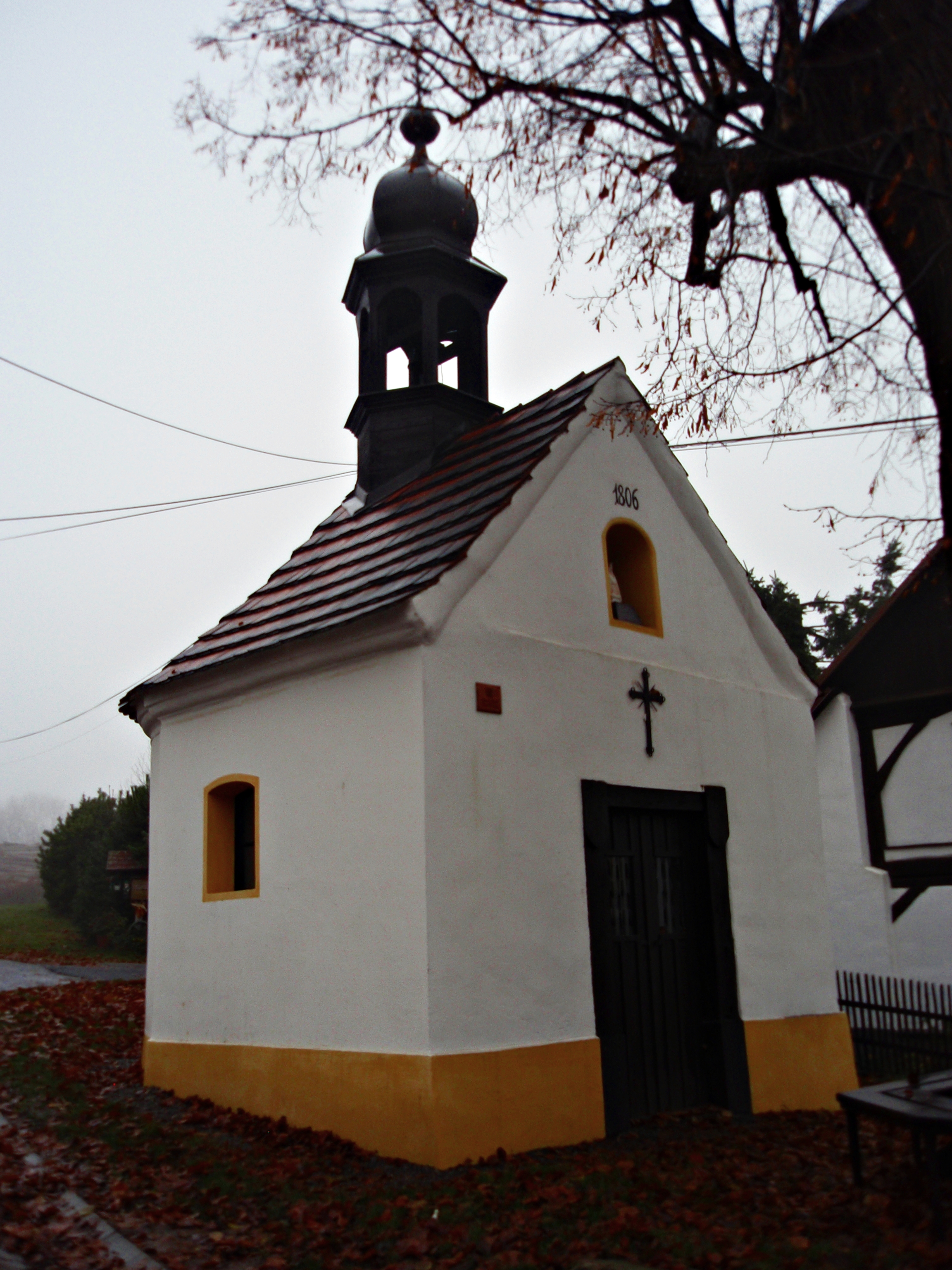
Kaple Nejsvětější Trojice
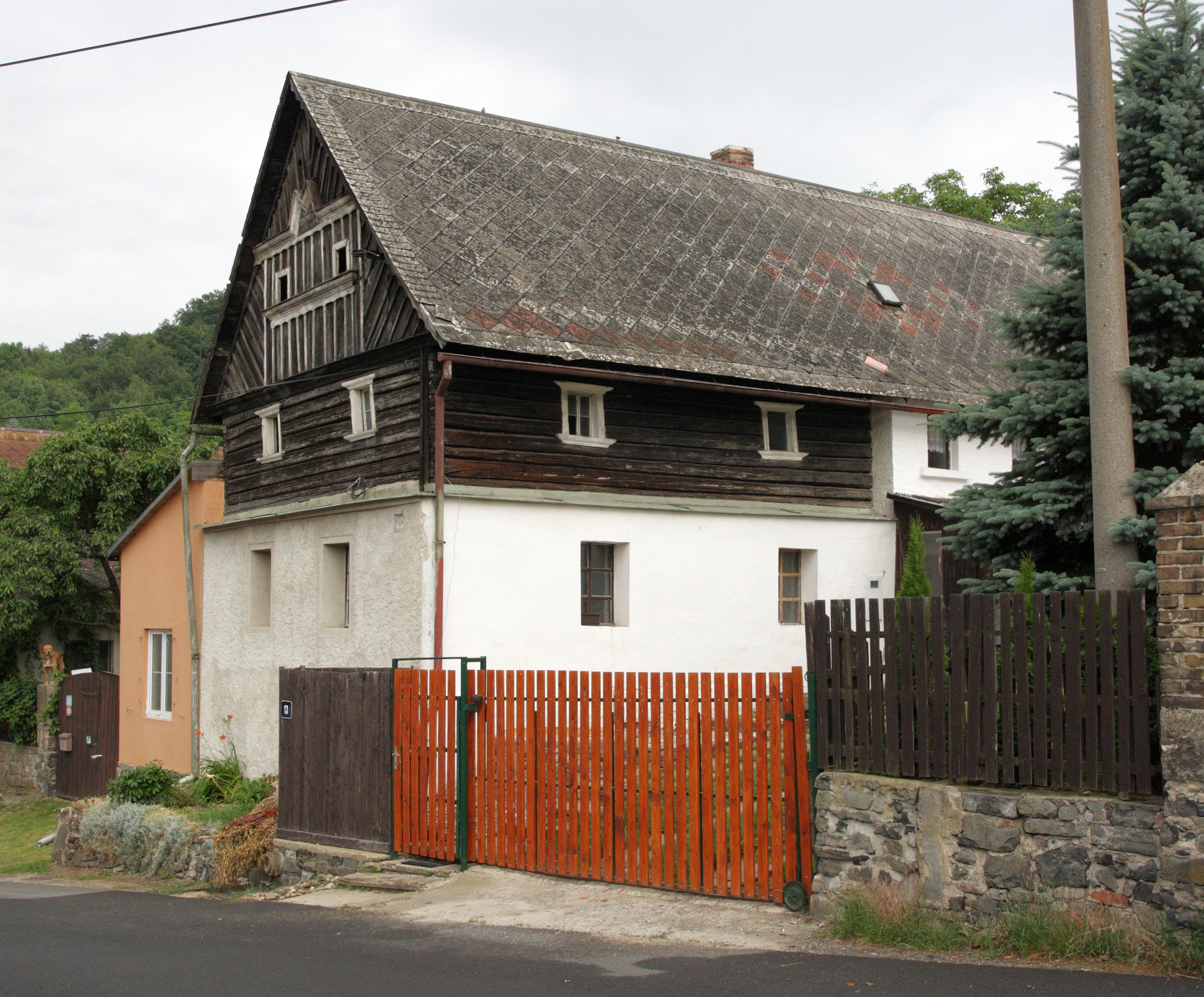
Dům čp. 13
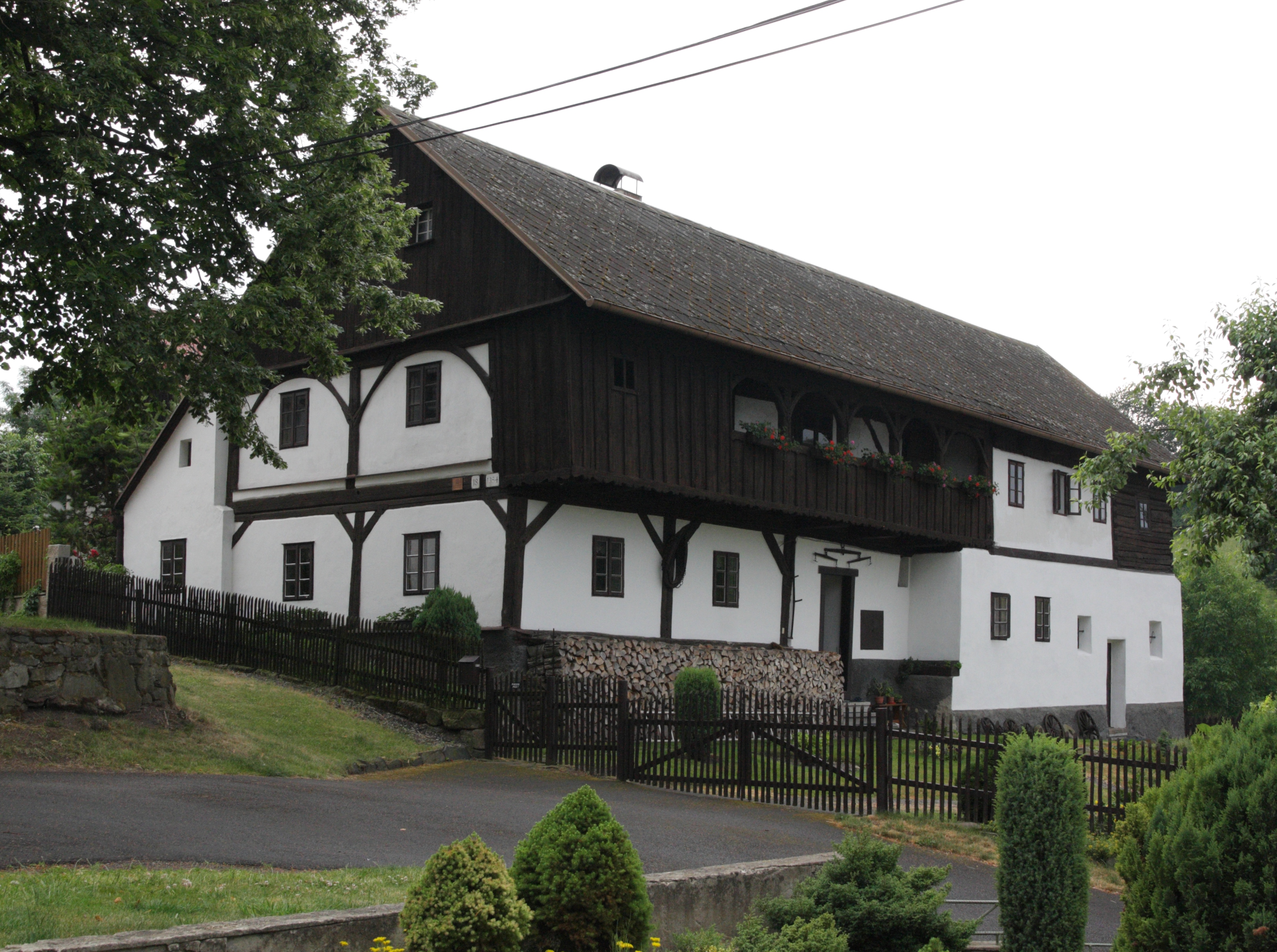
Dům čp. 18